# Divisões administrativas de Artsaque

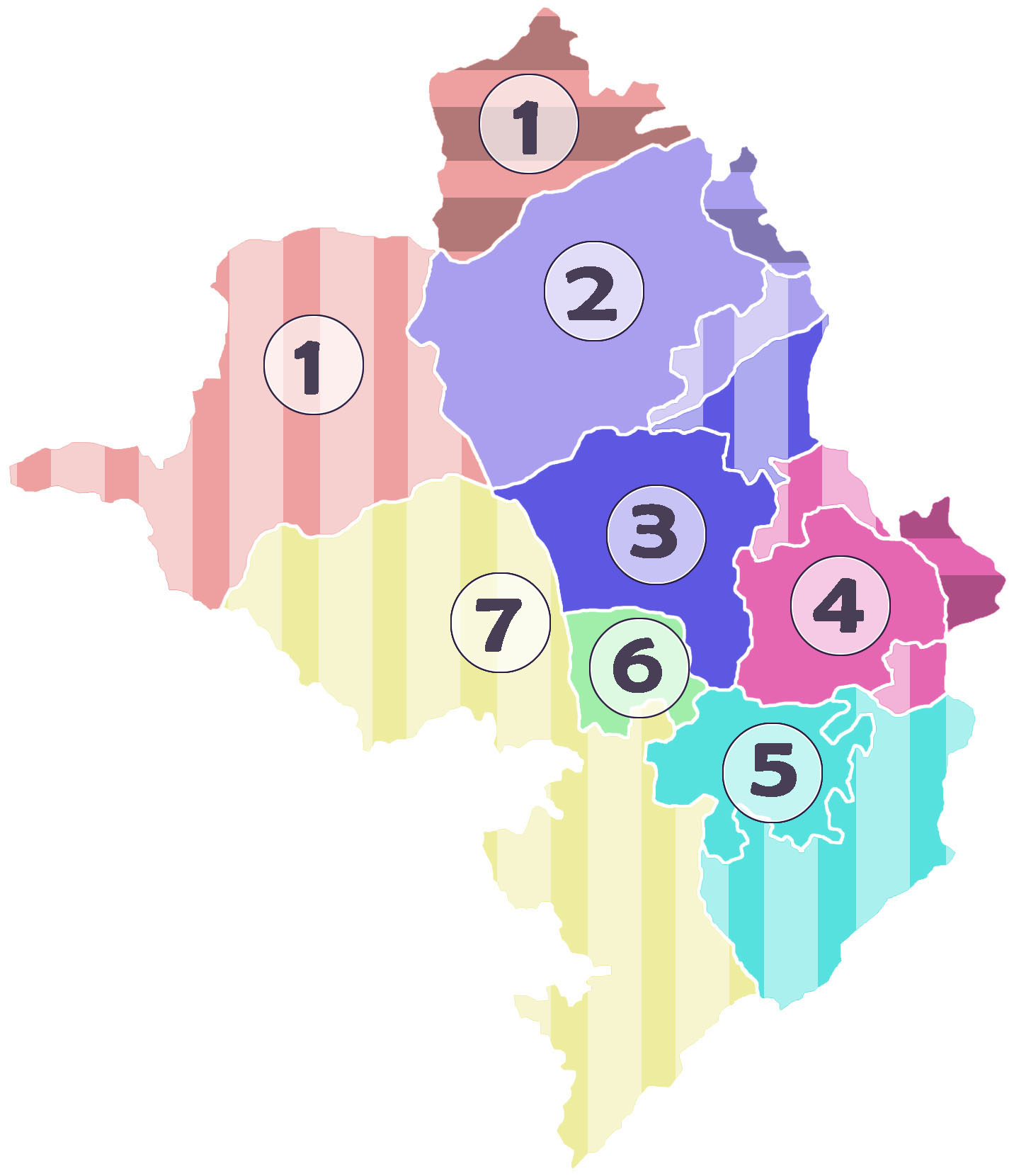
Províncias de Artsaque: 1. Shahumyan; 2. Mardakert; 3. Askeran; 4. Martuni; 5. Hadrut; 6. Shusha; 7. Qashatagh.
Estepanaquerte não mostrado.

Para os efeitos de administração, Artsaque é dividido em oito divisões administrativas. Destas, sete são províncias, enquanto que Estepanaquerte, a capital do país, tem um estatuto administrativo especial.
Os municípios emArtsaque são divididos em 2 categorias: comunidades urbanas e comunidades rurais. Antes da guerra de 2020, haviam 10 cidades (urbanas) e 322 vilas (rurais) em Artsaque.

## Divisões administrativas
| Província      | População (2006) | Área (sq.km.) |
| -------------- | ---------------- | ------------- |
| Estepanaquerte | 50,400           | 25.66         |
| Askeran        | 17,000           | 1221.92       |
| Hadrut         | 12,400           | 1876.80       |
| Martacerta     | 18,900           | 1795.10       |
| Martuni        | 23,100           | 951.20        |
| Shahumyan      | 2,800            | 1829.80       |
| Shushi         | 4,500            | 381.30        |
| Qashatagh      | 8,600            | 3376.60       |